# Lubomír Doležel
Lubomír Doležel (Lesnice, 3 ottobre 1922 – Verona, 28 gennaio 2017) è stato un critico letterario, filologo e slavista ceco.
Teorico della letteratura, è noto in Italia soprattutto per gli studi di letteratura come finzione di mondi possibili.

## Biografia
Studiò all'Università Carolina di Praga, con esponenti del Circolo linguistico di Praga, quindi divenne dottore di ricerca in slavistica all'Accademia cecoslovacca delle scienze.
La sua tesi di dottorato On the Style of Modern Czech Prose Fiction venne pubblicata nel 1960 e cominciò a insegnare all'università, applicando metodi statistici e matematici alla letteratura e al linguaggio, anche con i modi della teoria dell'informazione e della cibernetica. Fondò quindi una rivista di "'Prague Studies in Mathematical Linguistics".
Dal 1965 al 1968 fu visiting professor all'università del Michigan, dove diresse in collaborazione con il linguista Richard W. Bailey la collana "Statistics and Style".
Tornato a Praga, fu chiamato a insegnare all'istituto di letteratura ceca dell'Accademia cecoslovacca delle scienze, ma nell'autunno del 1968 lasciò il proprio paese dopo l'invasione sovietica che seguì la Primavera di Praga.
Fu invitato all'Università di Toronto, dove collaborò a creare la Facoltà di Studi Slavi e, più tardi, divenne professore ordinario. Nel 1982 cominciò a insegnare anche letteratura comparata, occupandosi di narratologia. Andò in pensione nel 1988.
Oltre ai libri, ai molti articoli su riviste specializzate, alla presenza a convegni e conferenze internazionali, tenne alcuni corsi anche alla propria università d'origine, all'Università di Amsterdam e all'Università Ludwig Maximilian di Monaco.
L'ultimo periodo lo visse tra Praga e Malcesine, sul Lago di Garda.

## Opere
- O stylu moderní české prózy (sullo stile della prosa di finzione ceca moderna), 1960
- Statistics and Style (a cura di, con Richard W. Bailey), 1969
- Narrative Modes in Czech Literature, 1973, n. ed. 1993
- Occidental Poetics: Tradition and Progress, 1990; trad. Poetica occidentale. Tradizione e progresso, a cura di Adelheid Conte, Torino: Einaudi, 1990
- Heterocosmica: Fiction and Possible Worlds, 1997; trad. di Margherita Botto, Heterocosmica. Fiction e mondi possibili, Milano: Bompiani, 1999
- Studie z české literatury a poetiky (studi di letteratura e poetica ceca), 2008 (antologia)
- Possible Worlds of Fiction and History: The Postmodern Stage, 2010
- Život s literaturou. Vzpomínky a rozhovory (Vita e letteratura. Ricordi e interviste), 2013